# Pagode de Bái Đính

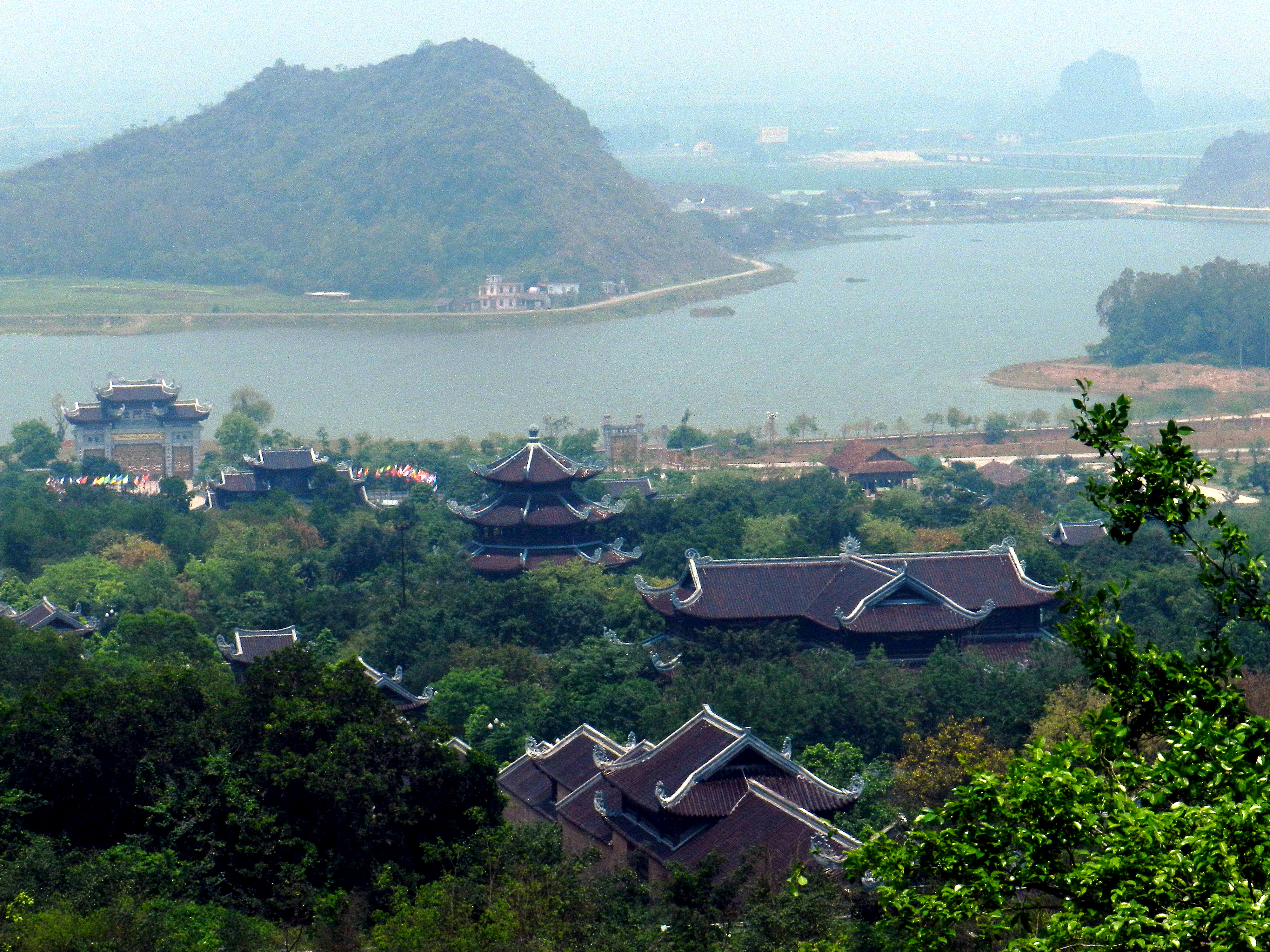
Vue générale du complexe

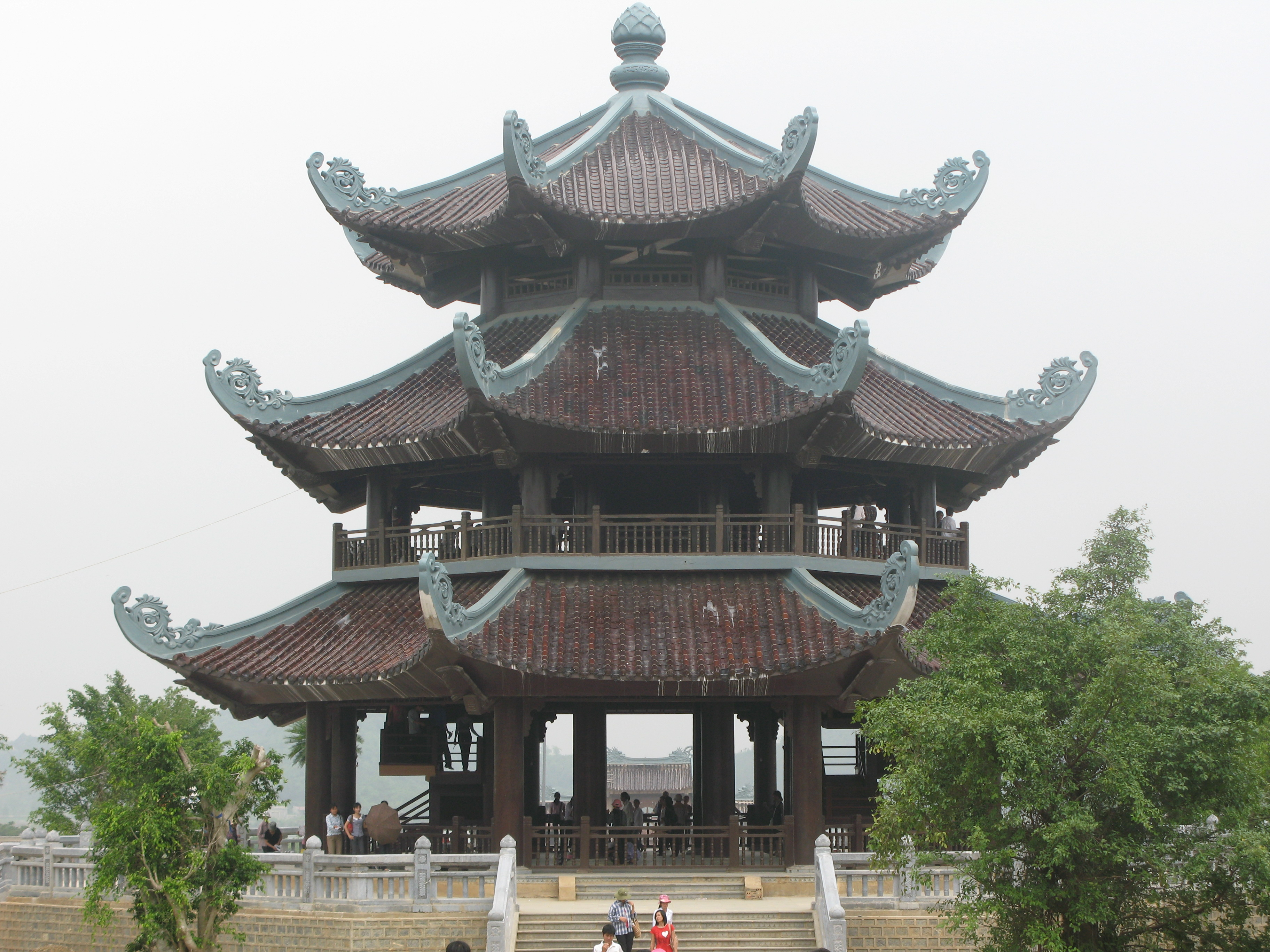
La Tour de la cloche

La Pagode Bai Dinh (vietnamien : Chùa Bái Đính) est un complexe de 700 hectares de temples bouddhistes de la montagne de Bai Dinh, district de  Gia Viễn, province de Ninh Bình, Viêtnam. Ce complexe est composé d'un ancien temple et d'un nouveau temple dont la construction a débuté en 2003. Très populaire au Viêtnam, il est le plus grand complexe de temples bouddhistes actuellement en construction dans le pays.
Le complexe comprend notamment plusieurs temples, une tour de la cloche, un stupa, un bouddha monumental au sommet d'une colline et trois kilomètres de couloirs abritant 500 statues de Arhat dans des poses différentes.
L'ancien temple est construit dans une grotte à environ 800 mètres du nouveau temple.
Un centre d'accueil reçoit les visiteurs et fournit un moyen de transport jusqu'à l'entrée du complexe.

## Photos

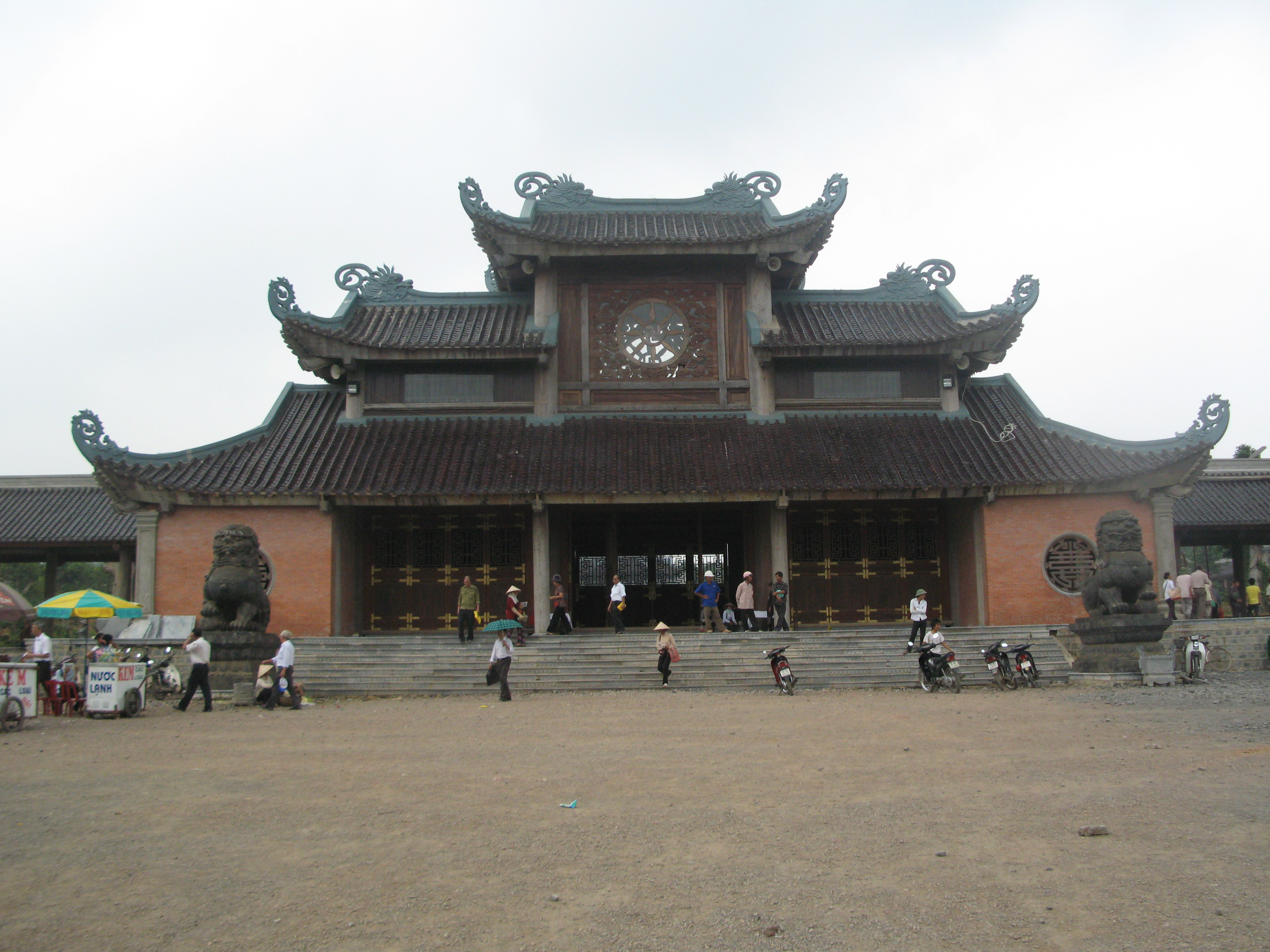
Le grand portail d'entrée
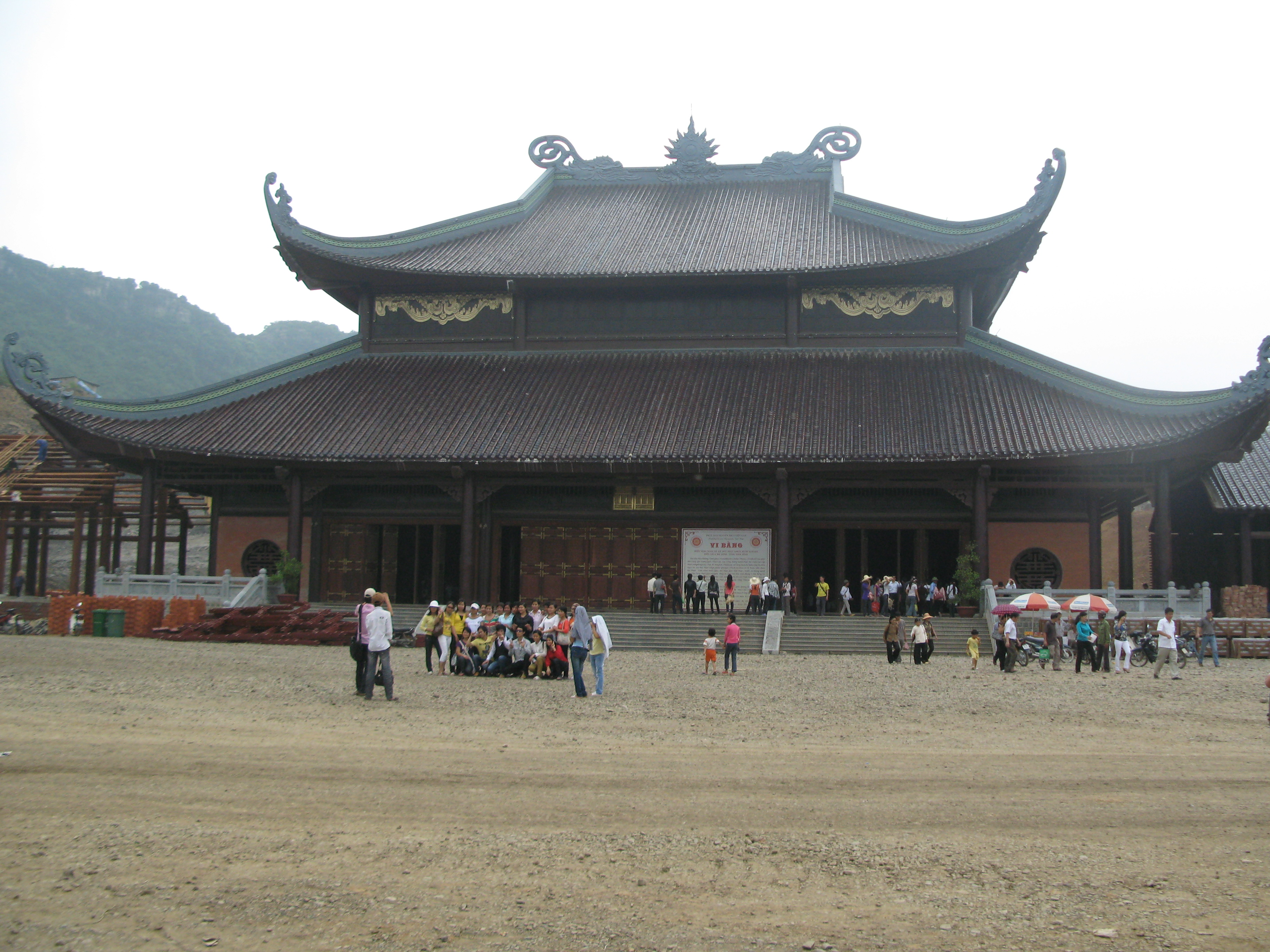
Un des temples, Pháp Chủ
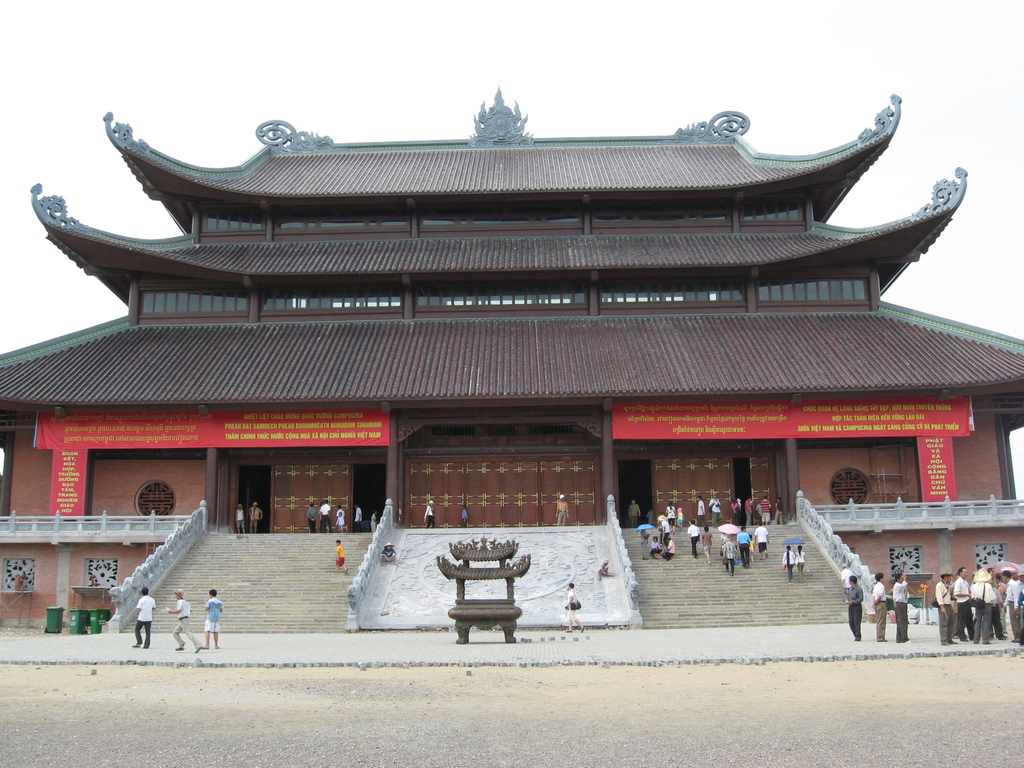
Le temple Điện Tam Thế
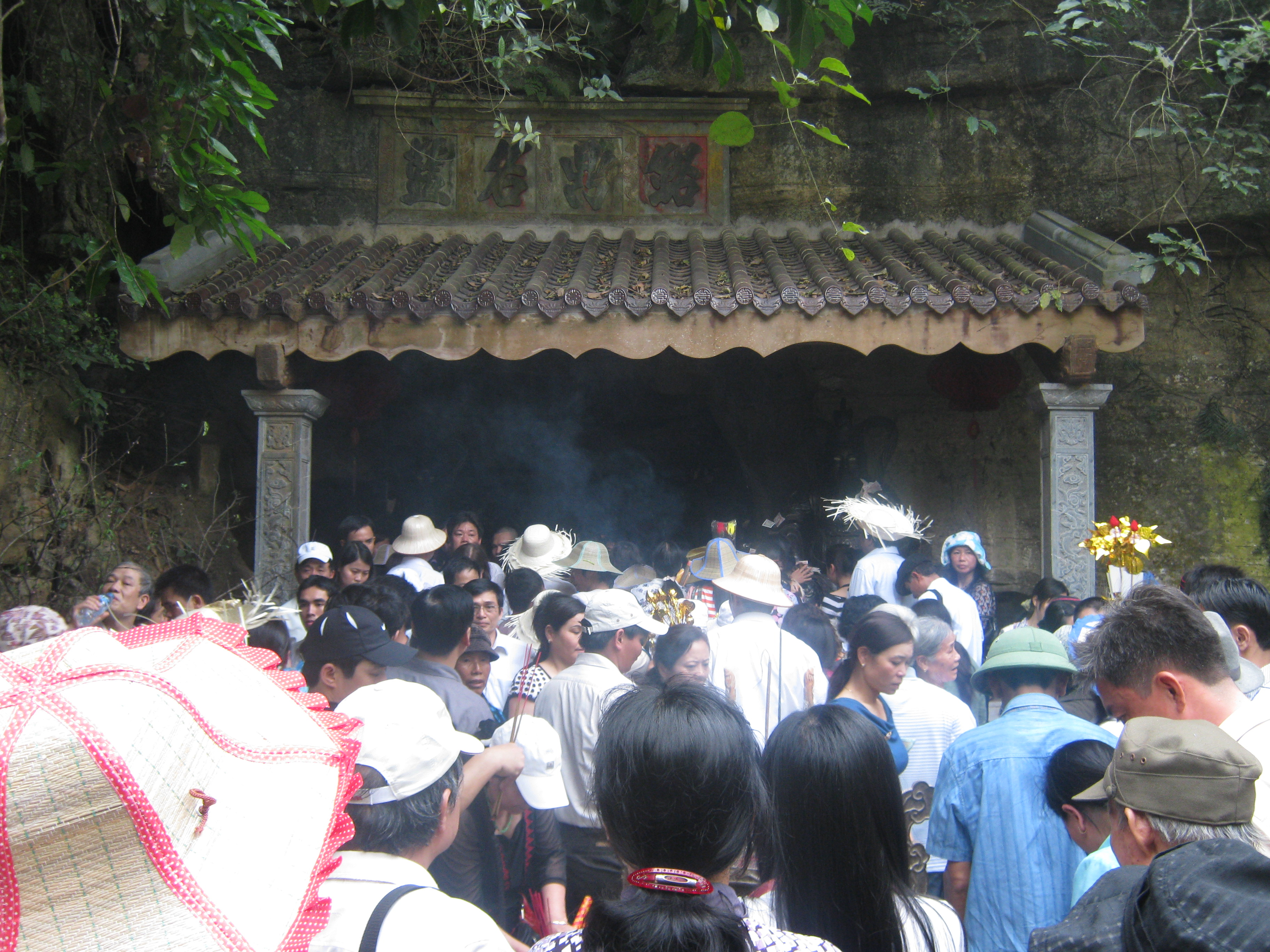
Ancien temple
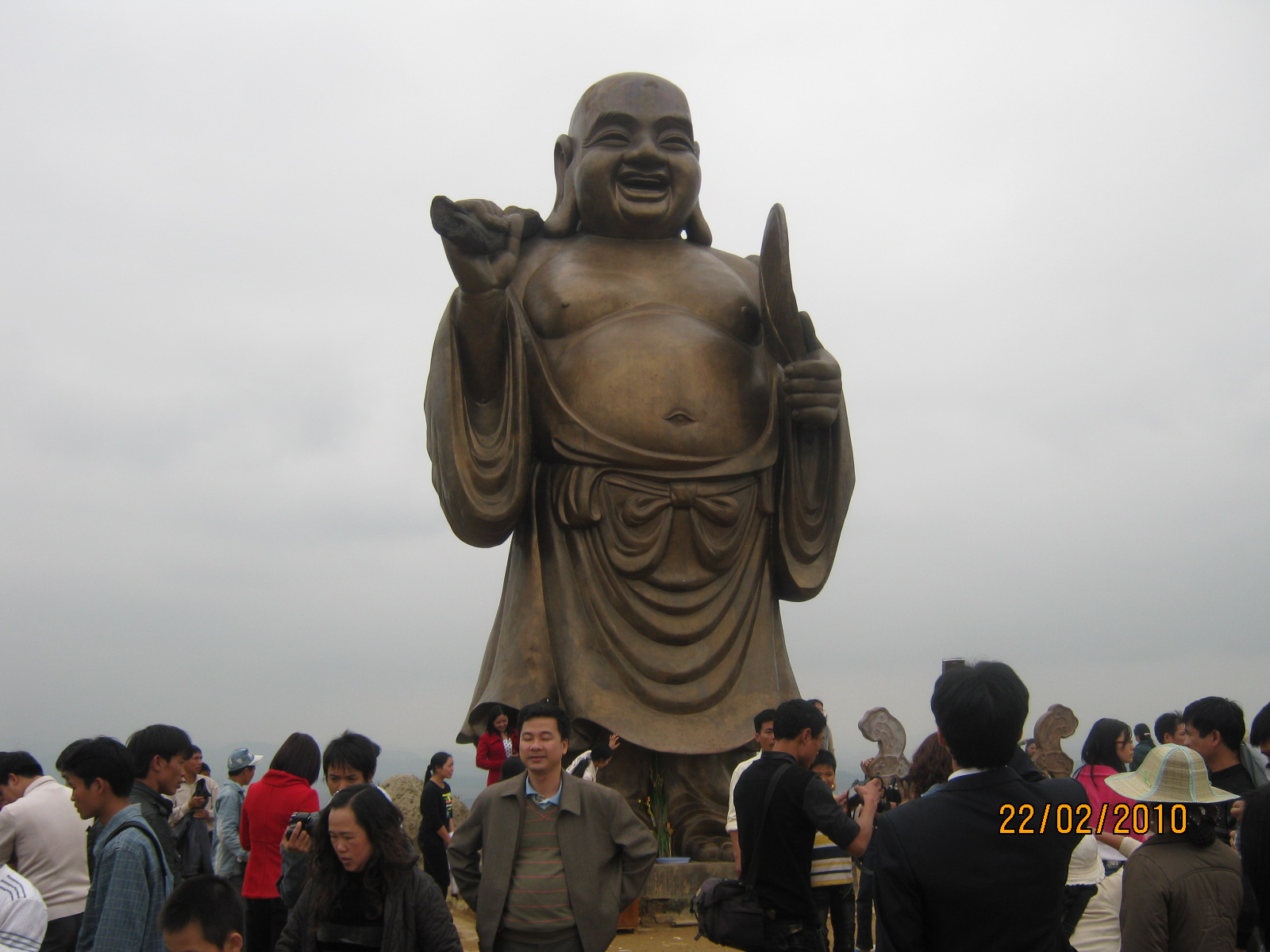
Bouddha monumental
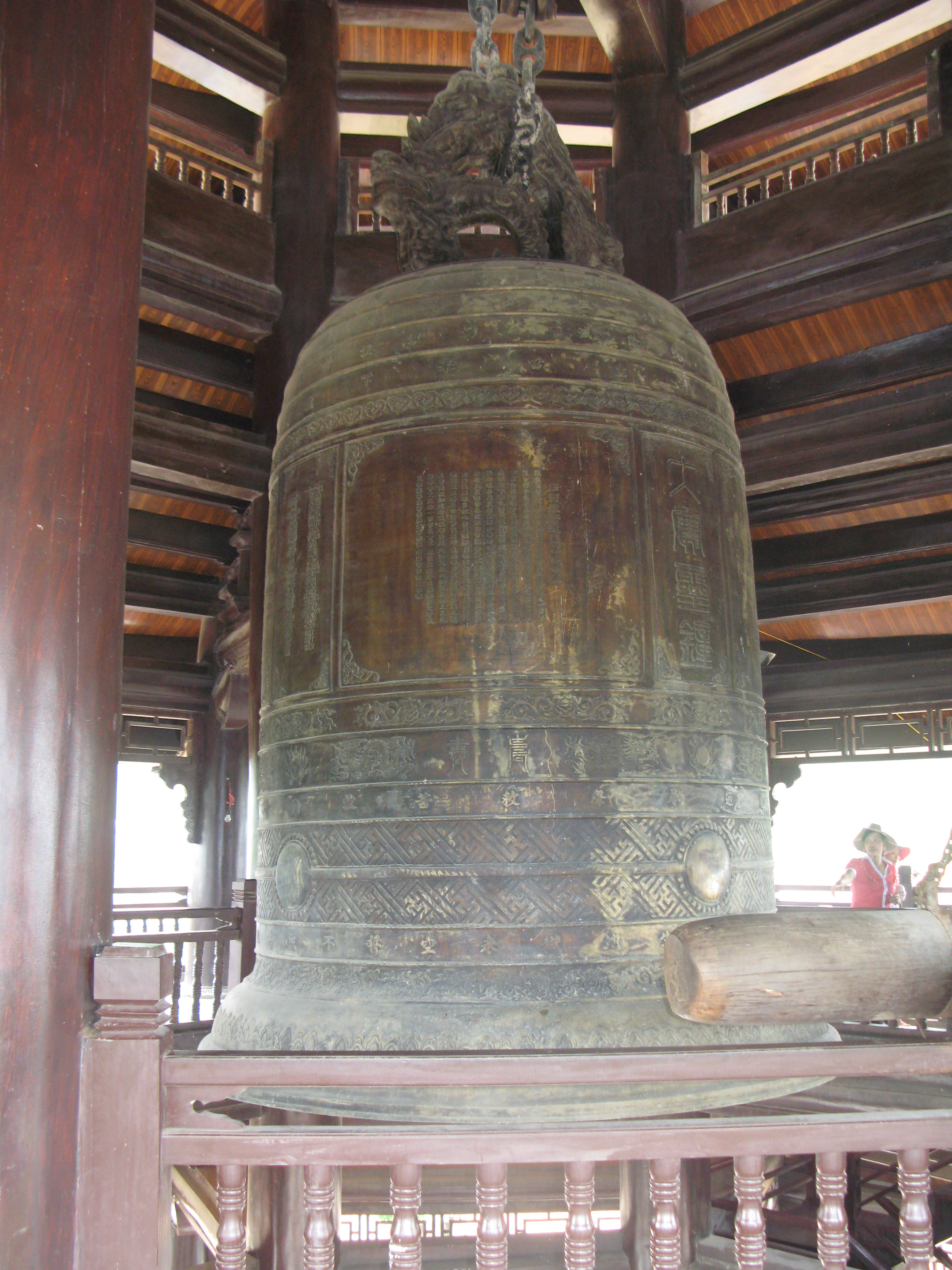
La cloche de la Tour de la cloche
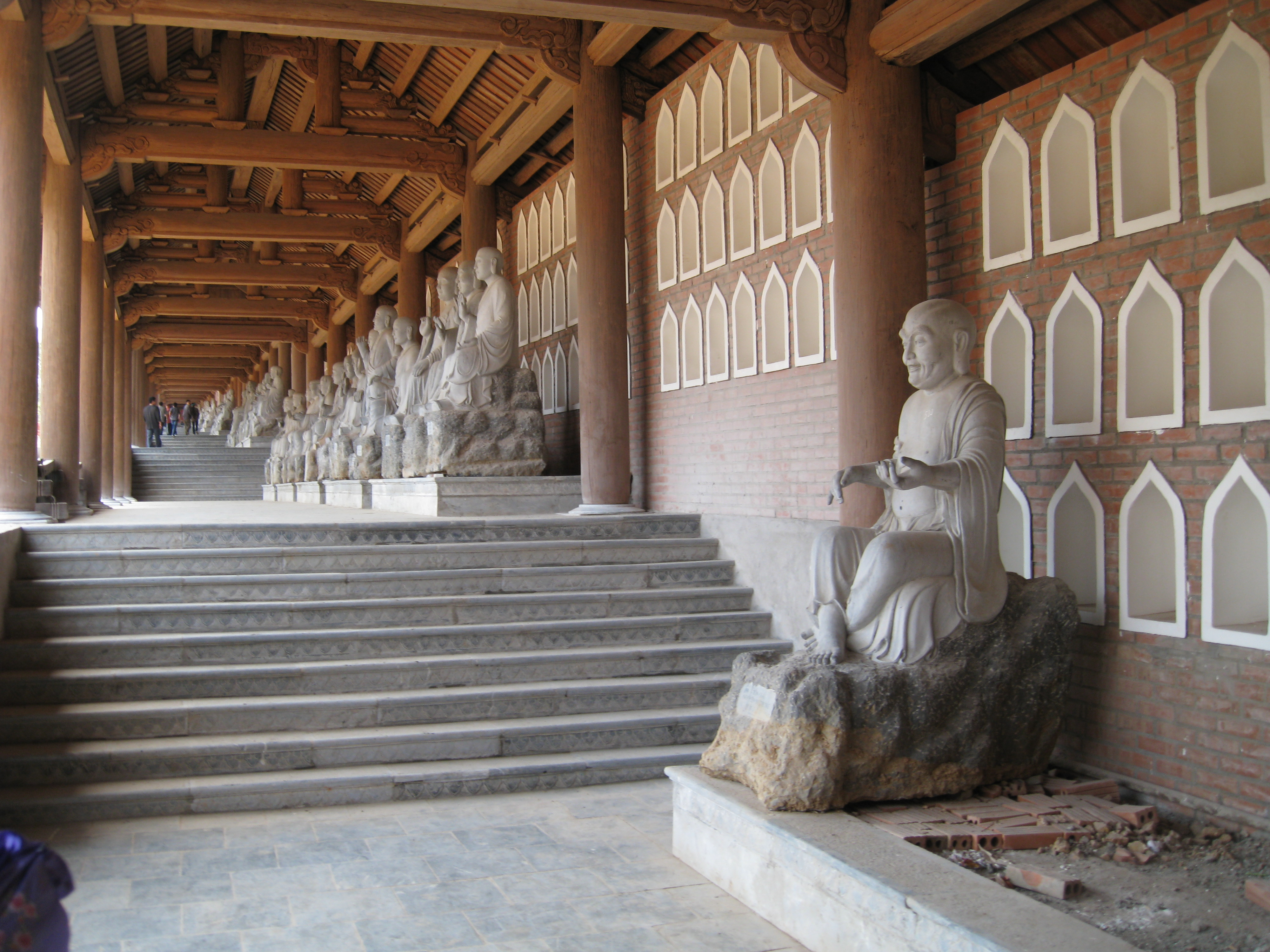
Couloir des statues en 2010
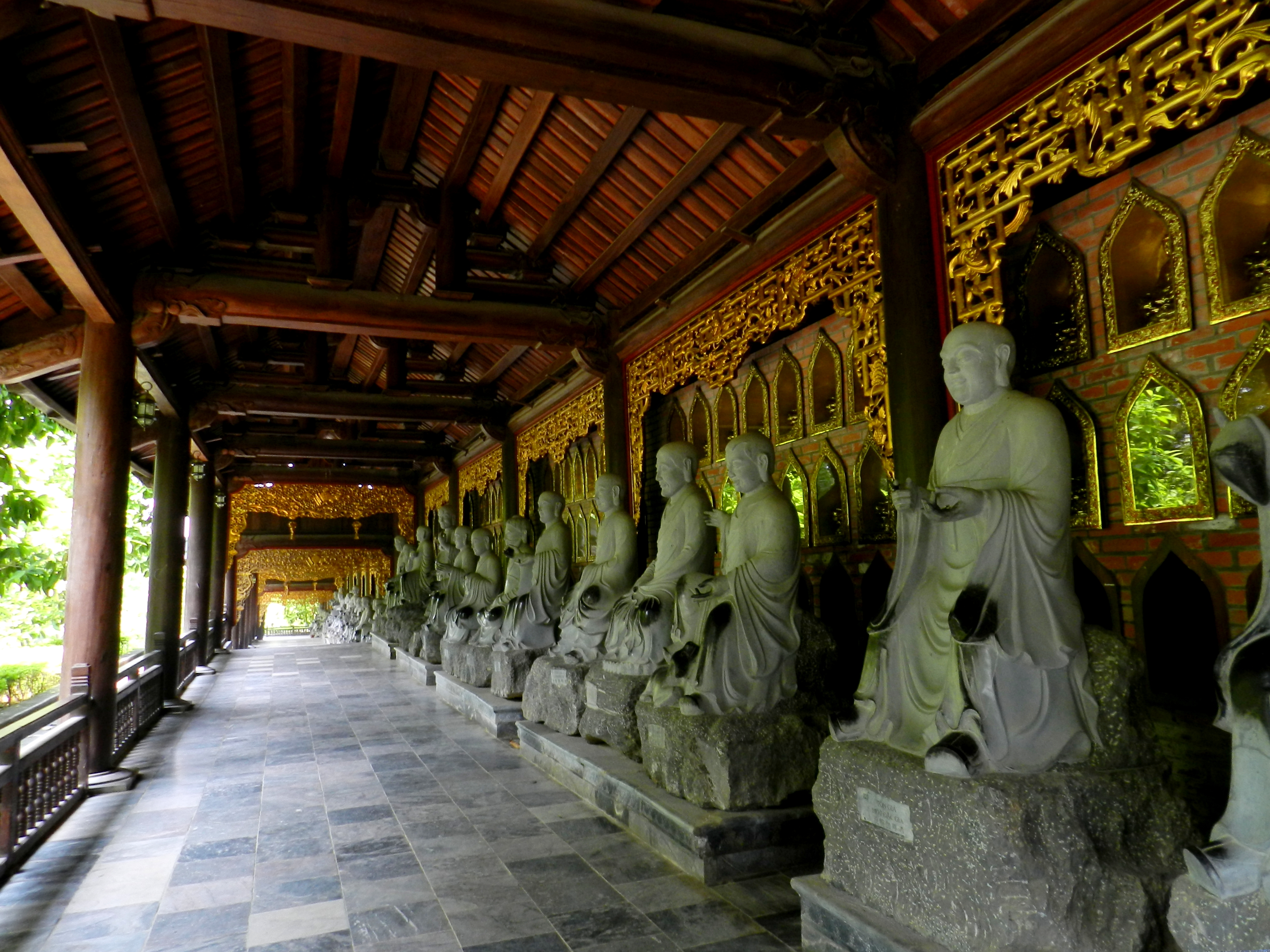
Couloir des statues en 2016
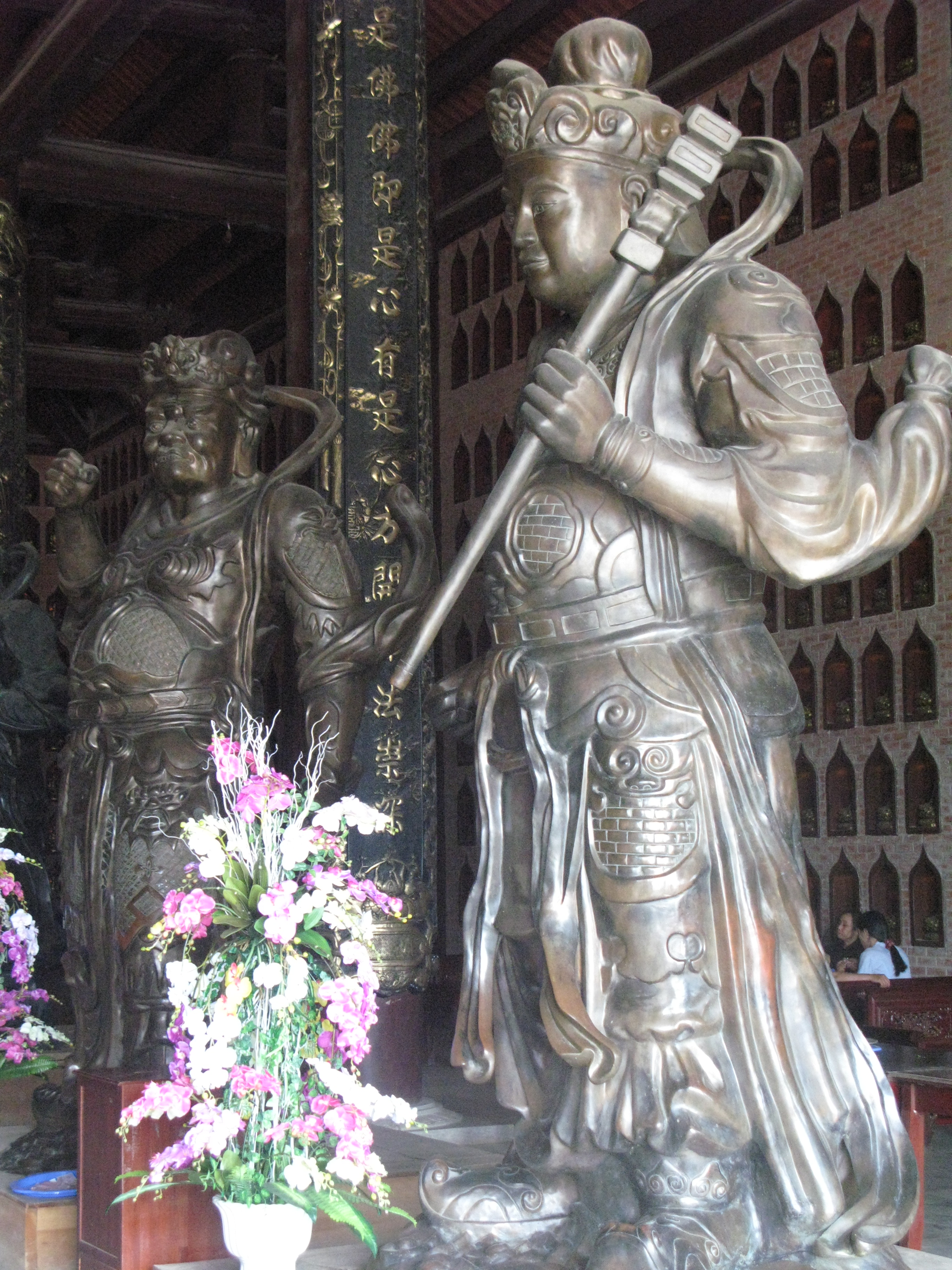
Statues dans un temple
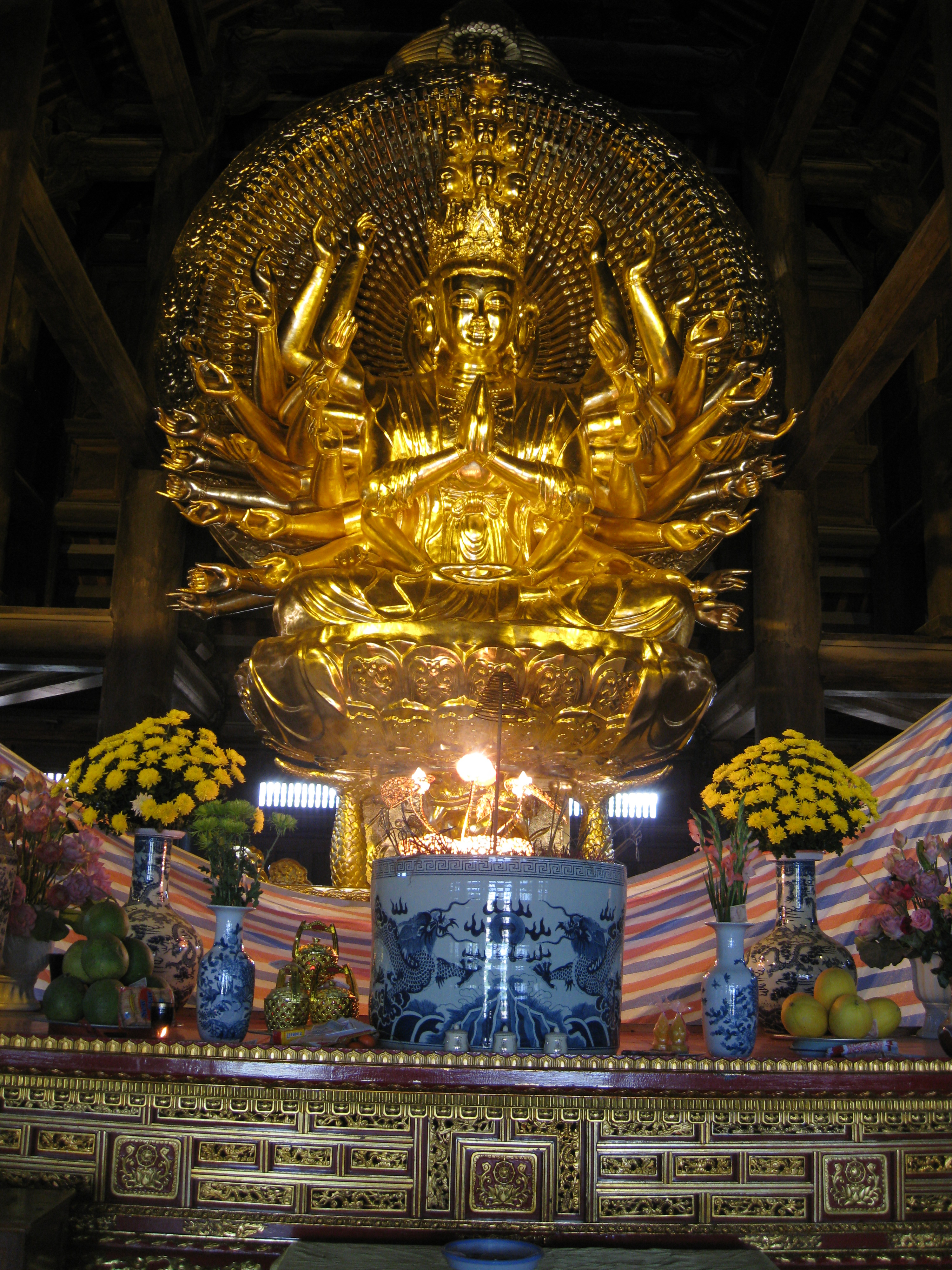
Une statue colossale de Quán Thế Âm recouverte d'or
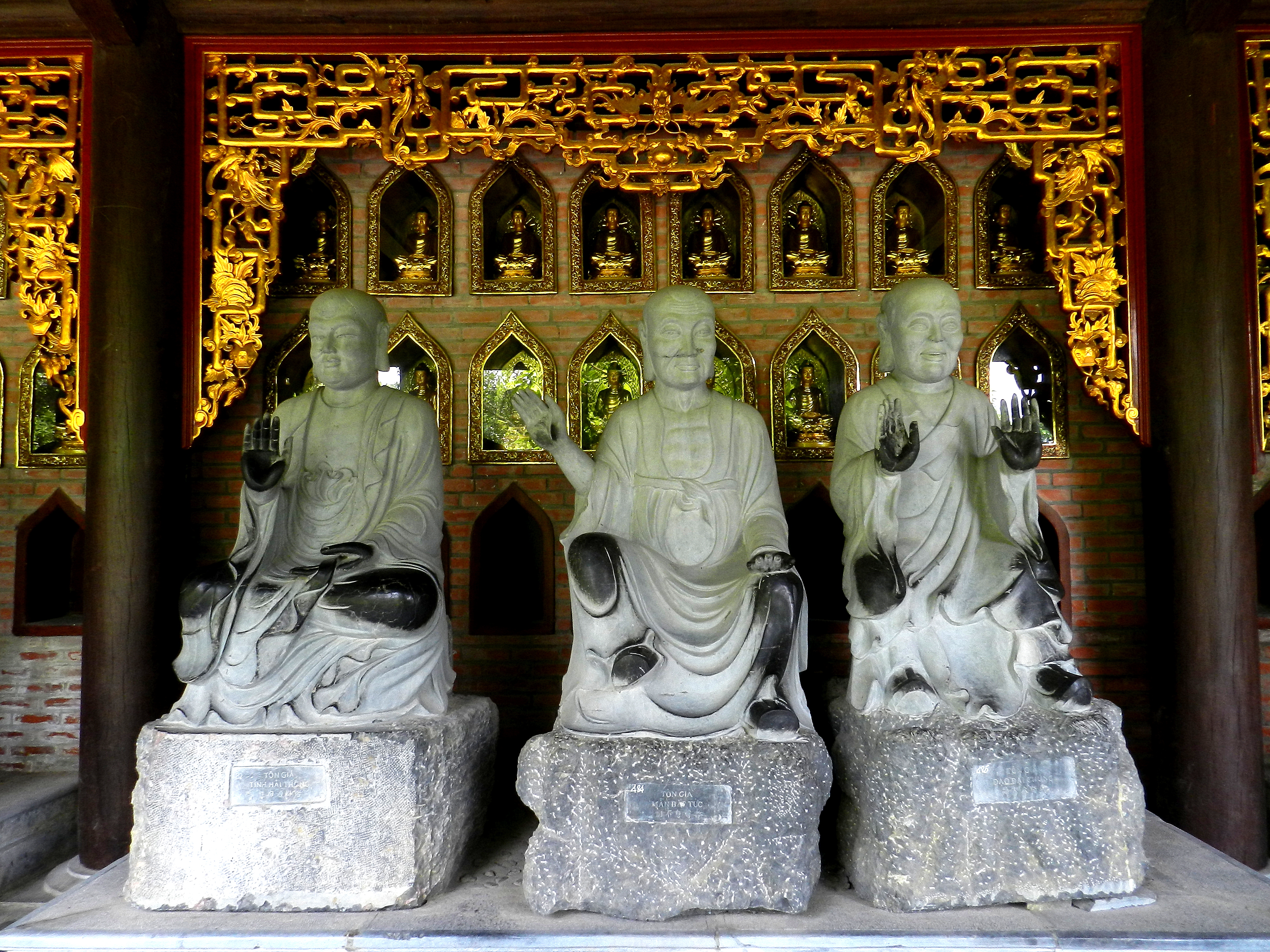
Statues d'Arhat avec les parties noircies touchées par les dévôts
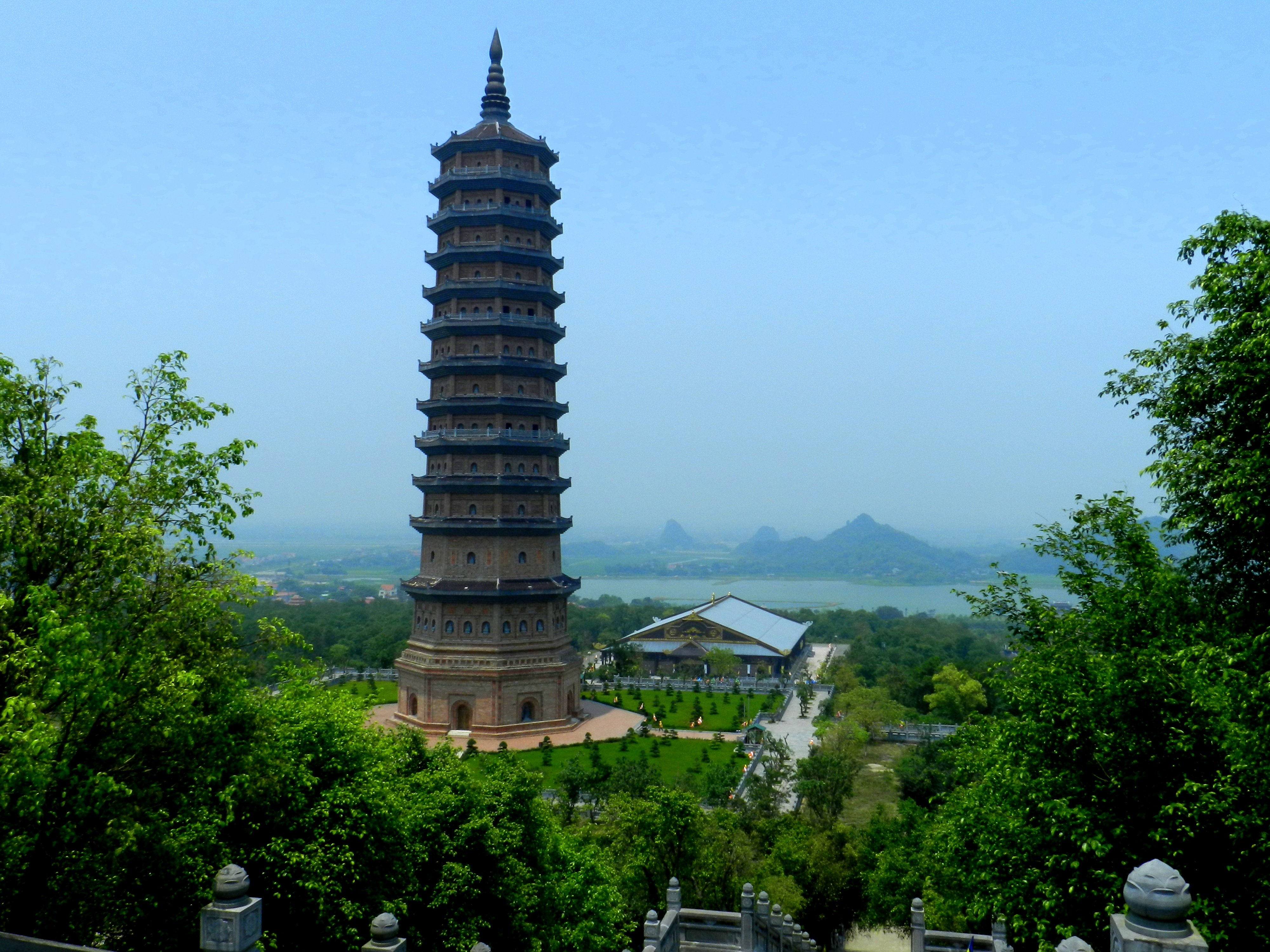
Vue générale du stupa